# Camini
Camini là một đô thị ở tỉnh Reggio Calabria trong vùng Calabria, Ý, có cự ly khoảng 50 km về phía nam của Catanzaro và khoảng 80 km về phía đông bắc của Reggio Calabria. Tại thời điểm ngày 31 tháng 12 năm 2004, đô thị này có dân số 762 người và diện tích là 17,2 km².
Camini giáp các đô thị: Riace, Stignano, Stilo.